# Secret base ～你給我的東西～
《secret base ～你給我的東西～》（日语：secret base 〜君がくれたもの〜）是日本女子樂團ZONE的第3張單曲。2001年8月8日由Sony Music Records發行。

## 簡介
被用作《孩子們的戰爭3》的主題曲。至今（2011年5月）超過90萬張的銷量，是ZONE的代表曲之一。
經典的畢業歌曲，也常被認為是一首戀愛歌，但實際上在PV裏是一首描寫少年間友情的歌曲。ZONE於2001年和2003年的NHK紅白歌合戰上都演唱這首歌。2005年4月1日，ZONE在日本武道館舉行解散演唱會，本曲亦是最後的演唱曲目，並與MUSIC STATION的特殊節目連線直播，成為ZONE公開演唱的最後一首曲目。
單曲在Oricon公信榜最高排行第2名，總銷量超過90萬張，是ZONE銷量最高的單曲。
榮獲日本有線大獎和ALL JAPAN點播獎兩大音樂獎項的最優秀新人獎。
因電視動畫《未聞花名》所翻唱的片尾曲《secret base ～你給我的東西～（10 years after Ver.）》的聲勢以及歌詞中「我相信在10年之後的8月 一定能夠再見面（10年後の8月 また出会えるのを 信じて）」的緣故，在2011年8月一個月期間限定復活，2011年8月14日及15日在東京赤坂BLITZ舉辦復活Live，並於8月底發表兩片裝CD，包含十年後世界觀的新曲。

## 基本樂器構成
- 演唱
  - MIYU
  - TAKAYO
  - MAIKO（一部分）
  - MIZUHO（一部分）
- 電吉他
  - MIYU（Fender Telecaster Thin Line 1972 ）
- 木吉他
  - TAKAYO（Guild S4CE?）/TOMOKA（Guild）
- 電貝斯
  - MAIKO（Fender Precision Bass?）
- 合成器
  - MIZUHO
- 鼓
  - MIZUHO（Pearl製）

## 收錄曲目
1. secret base ～你給我的東西～（secret base 〜君がくれたもの〜）
作曲、作詞：町田紀彥；編曲：
2. 新·我是岩漿（新·僕はマグマ）
作曲：森香；作詞：ZONE；編曲：
3. secret base ～你給我的東西～ (Backing Tracks)
4. 新·我是岩漿 (Backing Tracks)

## 翻唱
- 2002年，莫文蔚專輯《i》中翻唱為《Alive (我的自由式)》。
- 2008年10月的電視動畫《今天的五年二班》第1～3話中的片尾曲，由佐藤龍太（小林優）、小泉千佳（下田麻美）、相原和美（MAKO）、淺野優希（明坂聰美）、日高惠（本多陽子）、平川夏美（阿澄佳奈）翻唱。
- 2009年8月26日，Love的出道單曲B面中收錄翻唱曲。
- SCANDAL於2010年4月21日翻唱，並在11月17日發行的迷你專輯《R-GIRL's ROCK!》收錄。
- 2011年4月，電視動畫《未聞花名》的结尾曲，由茅野愛衣、戶松遥、早見沙織翻唱，详细见该章节。
- 2015年8月，由樂團SILENT SIREN翻唱，收錄在樂團第十張專輯中，並作為同年9月於富士電視台《未聞花名》改編的真人特別版電視劇結尾曲。
- 2022年7月，由聲優田丸篤志翻唱，收錄在《{{[Re:collection] HIT SONG cover series feat.voice actors ~90's-00's EDITION~}}》中。

## 《未聞花名》的翻唱版本
2011年4月，動畫《未聞花名》中的片尾曲翻唱了本曲，命名为《secret base ～你給我的東西～ (10 years after Ver.)》，estlabo重新編曲，由本間芽衣子（茅野愛衣）、安城鳴子（戶松遙）、鶴見知利子（早見沙織）翻唱。
2011年4月27日由Aniplex發行CD單曲。由動畫中女主角的三人茅野愛衣、戶松遥、早見沙織所翻唱的角色歌曲。
在2011年5月9日所統計出的Oricon周排名取得第10名，為角色歌曲及翻唱歌曲的少例。原唱長瀨實夕（MIYU）亦對該曲於原曲發行十年後再次出版的事情祝賀。

### 单曲收錄曲[9]
（全作詞、作曲：町田紀彥）
1. secret base ～你給我的東西～（10 years after Ver.） [5:52]
編曲：とく（estlabo）
2. secret base ～你給我的東西～（Memento mori Ver.） [4:40]
編曲：古川本輔（日语：古川本輔）（estlabo）
3. secret base ～你給我的東西～（10 years after Ver.）（Off Vocal Version）
4. secret base ～你給我的東西～（Memento mori Ver.）（Off Vocal Version）

### 外部連結
- （日語） ，電視動畫版本關於主題曲的說明。

## 外部連結
- （日語） Sony Music Online Japan : ZONE : secret base 〜君がくれたもの〜 （页面存档备份，存于），唱片介紹。
- （日語） ZONE （页面存档备份，存于），期間限定復出而開的頁面。